# Time on Earth
Time on Earth – Piąty album (pierwszy po reaktywacji) grupy rockowej Crowded House. Singlami były: „Don't Stop Now”, „She Called Up” oraz „Pour Le Monde”. Album został dedykowany zmarłemu Paulowi Hesterowi, byłemu perkusiście zespołu.

## Lista utworów
1. "Nobody Wants To" - 4:10
2. "Don't Stop Now" - 3:54
3. "She Called Up" - 2:53
4. "Say That Again" - 5:21
5. "Pour Le Monde" - 5:10
6. "Even a Child" - 3:57
7. "Heaven That I'm Making" - 3:56
8. "A Sigh" - 3:17
9. "Silent House" - 5:52
10. "English Trees" - 3:43
11. "Walked Her Way Down" - 4:17
12. "Transit Lounge" - 4:25
13. "You Are the One to Make Me Cry" - 3:43
14. "People Are Like Suns" - 3:52